# Teague
Teague è un comune (city) degli Stati Uniti d'America della contea di Freestone nello Stato del Texas. La popolazione era di 3 560 abitanti al censimento del 2010.

## Geografia fisica
Teague è situata a 31°37′39″N 96°17′00″W (31.627618, -96.283353).
Secondo lo United States Census Bureau, la città ha una superficie totale di 13,58 km², dei quali 13,08 km² di territorio e 0,5 km² di acque interne (3,7% del totale).

## Storia
L'area fu prima colonizzata intorno al periodo della guerra civile americana. Durante la seconda metà dell'Ottocento, una piccola comunità nota come Brewer si era espansa nell'area. La città, venne poi rinominata Teague in onore di Betty Teague, nipote del magnate ferroviario Benjamin Franklin Yoakum.

## Società

### Evoluzione demografica
Secondo il censimento del 2010, la popolazione era di 3 560 abitanti.

### Etnie e minoranze straniere
Secondo il censimento del 2010, la composizione etnica della città era formata dal 66,71% di bianchi, il 19,02% di afroamericani, lo 0,9% di nativi americani, lo 0,2% di asiatici, lo 0% di oceanici, il 10,39% di altre razze, e il 2,78% di due o più etnie. Ispanici o latinos di qualunque razza erano il 20,06% della popolazione.